# Hjulskruv

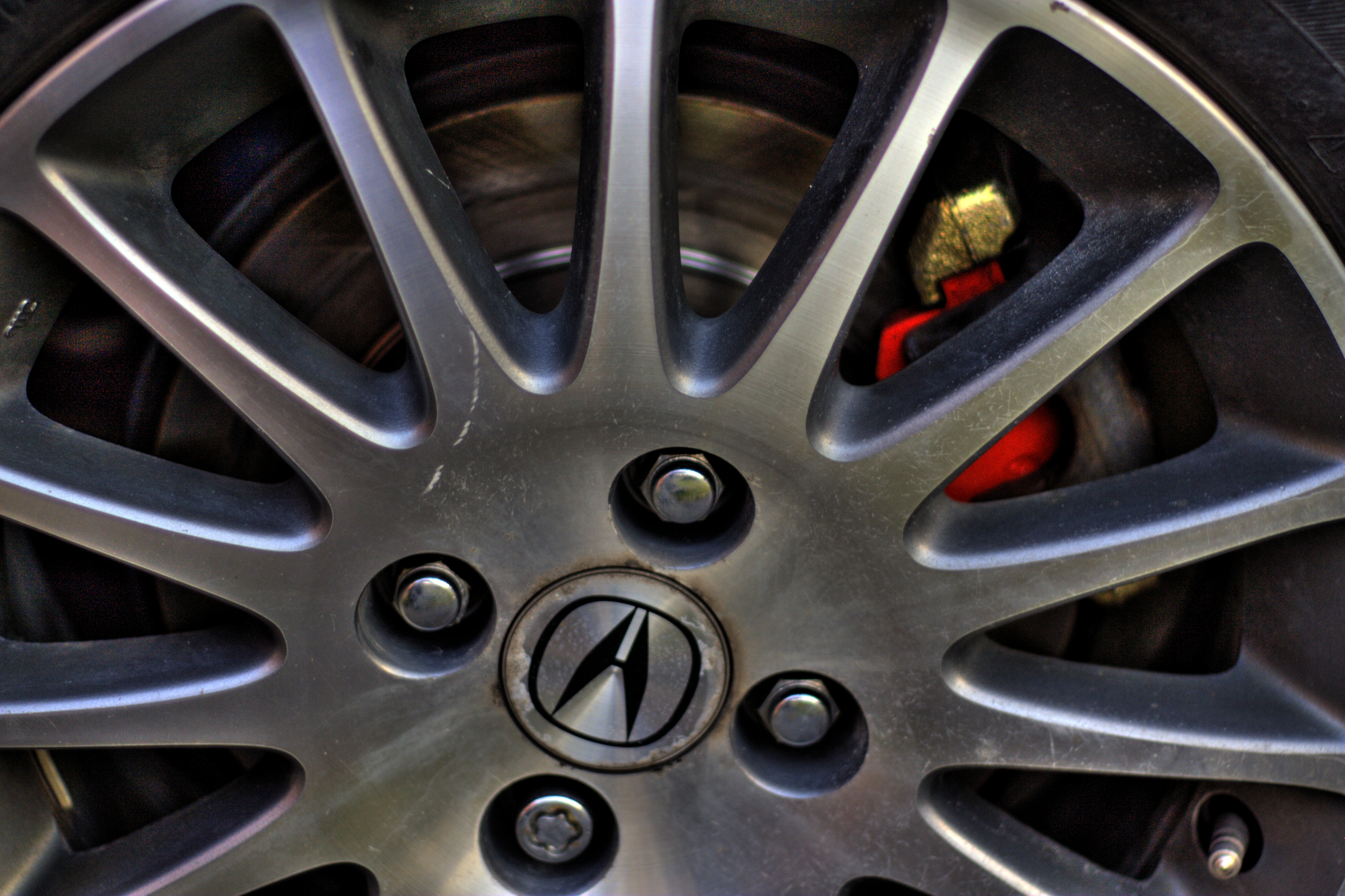
Hjulskruvar på en Acura med 4 skruvförband per hjul.

Hjulskruvar, i vardagligt tal kallade hjulbultar, eller hjulmuttrar, kallas de skruvar eller muttrar som är en del av de skruvförband som fäster hjul mot nav på ett fordon.
Antal skruvförband och deras dimensioner varierar beroende på storlek på hjul och vilken fordonstyngd som hjulet ska bära upp. På mindre personbilar förekommer att varje hjul har 3 skruvförband, men vanligast är 4 eller 5 skruvförband per hjul även om upp till 8 förekommer. På större fordon är antalet skruvförband per hjul vanligen mellan 8 och 12.  

Storleken på skruvskalle eller mutter bestämmer vilket verktyg eller hylsstorlek som kan användas för att montera eller demontera skruvförbandet. För personbilar är vanliga storlekar 17, 19, 21 eller 23 mm, medan vanliga storlekar för större fordon är 24, 27 eller 32 mm. Det förekommer även tum-storlekar. 

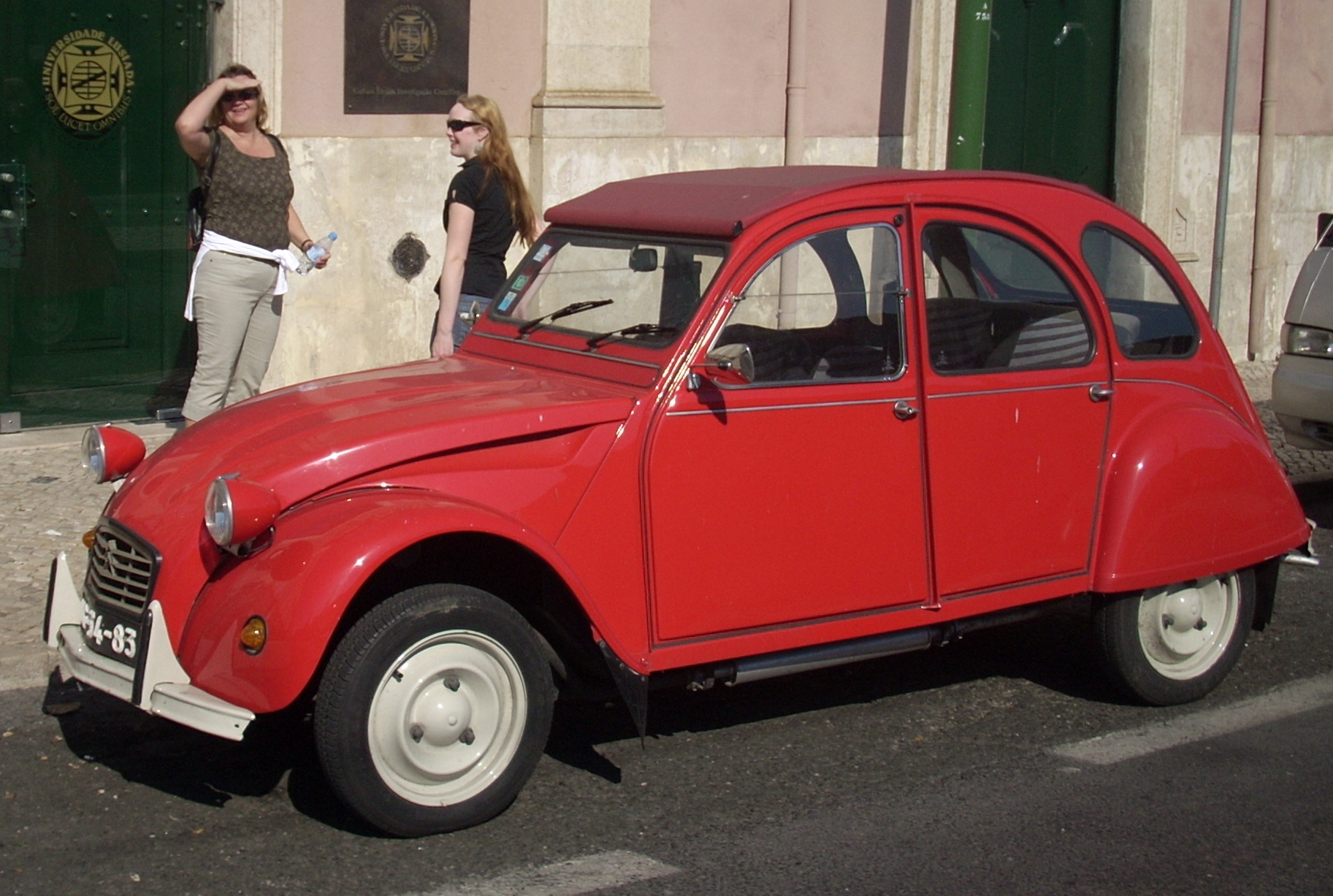
Citroen 2CV med 3 skruvförband per hjul.

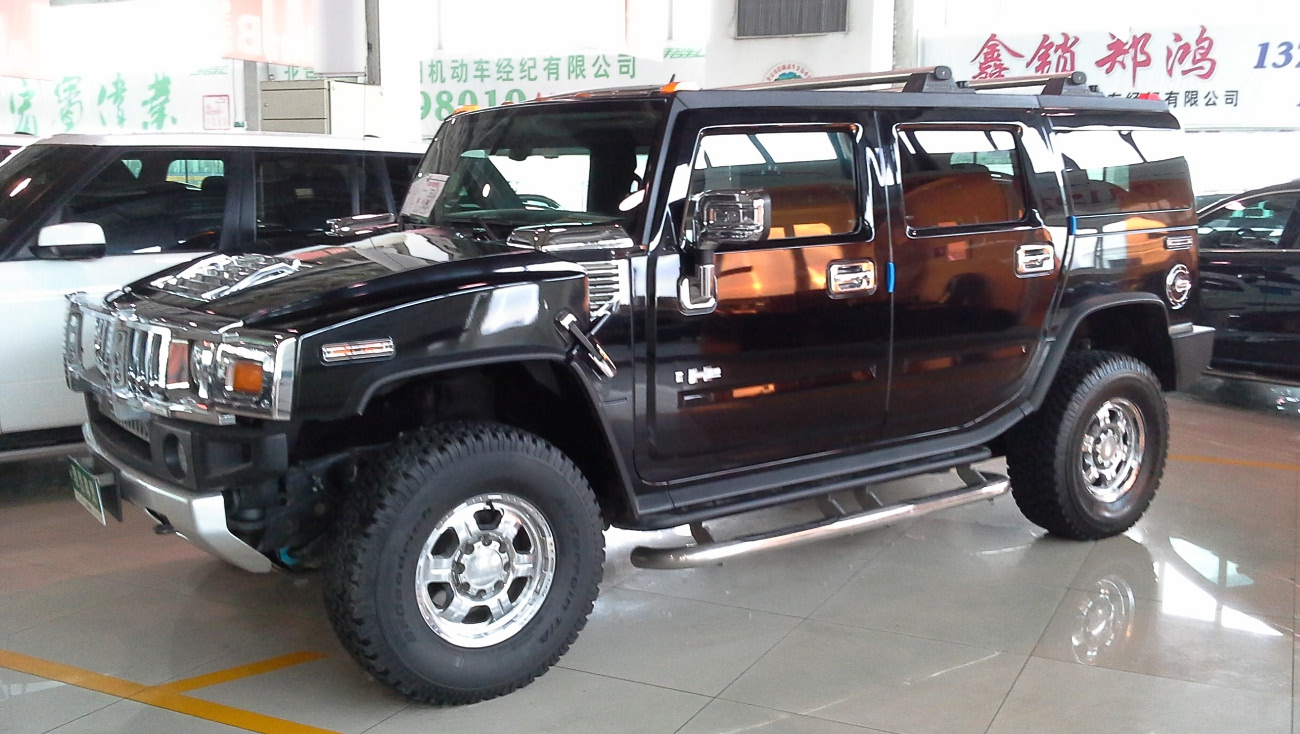
Hummer H2 med 8 skruvförband per hjul.

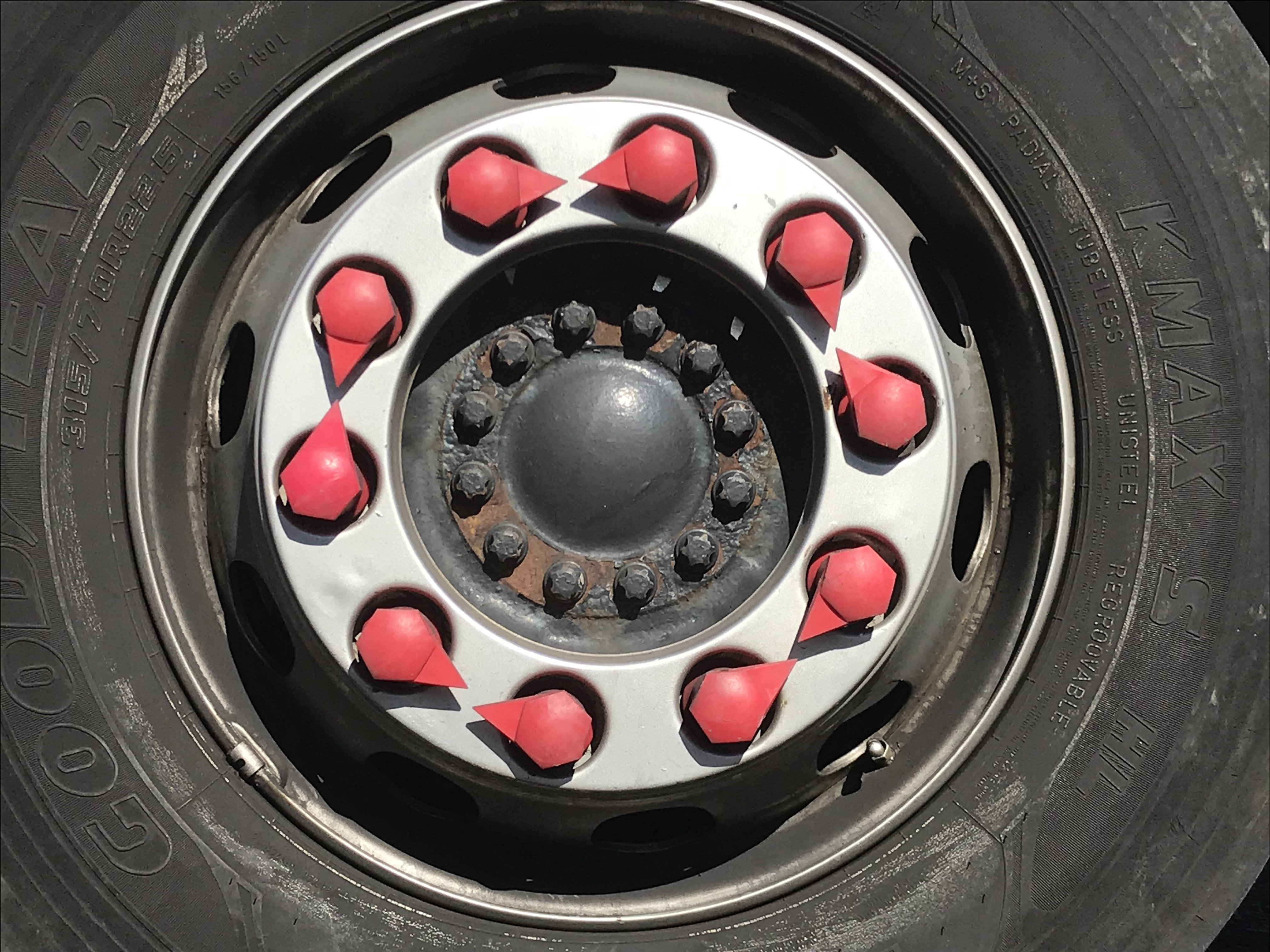
Hjulmuttrar på lastbil med 10 skruvförband per hjul, här försedda med indikatorer som visar om en mutter ändrar läge och riskerar lossna.

Skruvförbandet består antingen av i navet fast monterade pinnskruvar eller presskruvar samt lösa muttrar, eller av lösa hjulskruvar med passande gängade hål i hjulnavet.
Lösa muttrar och fasta pinn-/presskruvar i navet medför fördelen att man vid montage kan "hänga upp" hjulet på skruvarna och sedan lätt skruva fast hjulet. En nackdel är att det är lätt hänt att skada skruvarnas gängor när hjulet hängs på. Om flera ovarsamma montage sker kan skruvarnas gängor bli så skadade att skruvarna eller hela navet behöver bytas ut, vilket kräver besök på en verkstad.
Är skruvarna lösa råder däremot det omvända; det kan vara svårt att hålla hjulet på plats samtidigt som man ska skruva i skruvarna, men skadade skruvar går enkelt att byta ut.
Åtdragning av hjulskruvar eller muttrar måste ske varsamt med korrekt åtdragningsmoment. Ett otillräckligt åtdragningsmoment ger risk för att förbandet skruvar upp sig och lossnar och att fordonet till slut tappar hjulet. Ett alltför kraftigt åtdragningsmoment kan ge bestående deformation eller översträckning i skruv eller mutter, eller i värsta fall att skruven vrids av.
För att bättre kunna inspektera om en skruv är på väg att skruva upp sig finns indikatorer i form av påträdda plasthättor som möjliggör visuell kontroll av om en skruv har ändrat läge och därmed är på väg att lossna.
Vid montage på personbilar ger i allmänhet användning av ett fälgkors lagom åtdragningsmoment, men vid osäkerhet bör åtdragning göras med en momentnyckel inställd på det åtdragningsmoment som finns angivet i bilens instruktionsbok.
Det förekommer hjulskruvar eller hjulmuttrar med unika huvuden, så kallade låsmuttrar eller låsskruvar. Här har man för att försvåra stöld av hjulen avsiktligt omöjliggjort att demontera hjulet med normala verktyg, och måste använda ett unikt verktyg som levereras tillsammans med de unika skruvarna eller muttrarna.

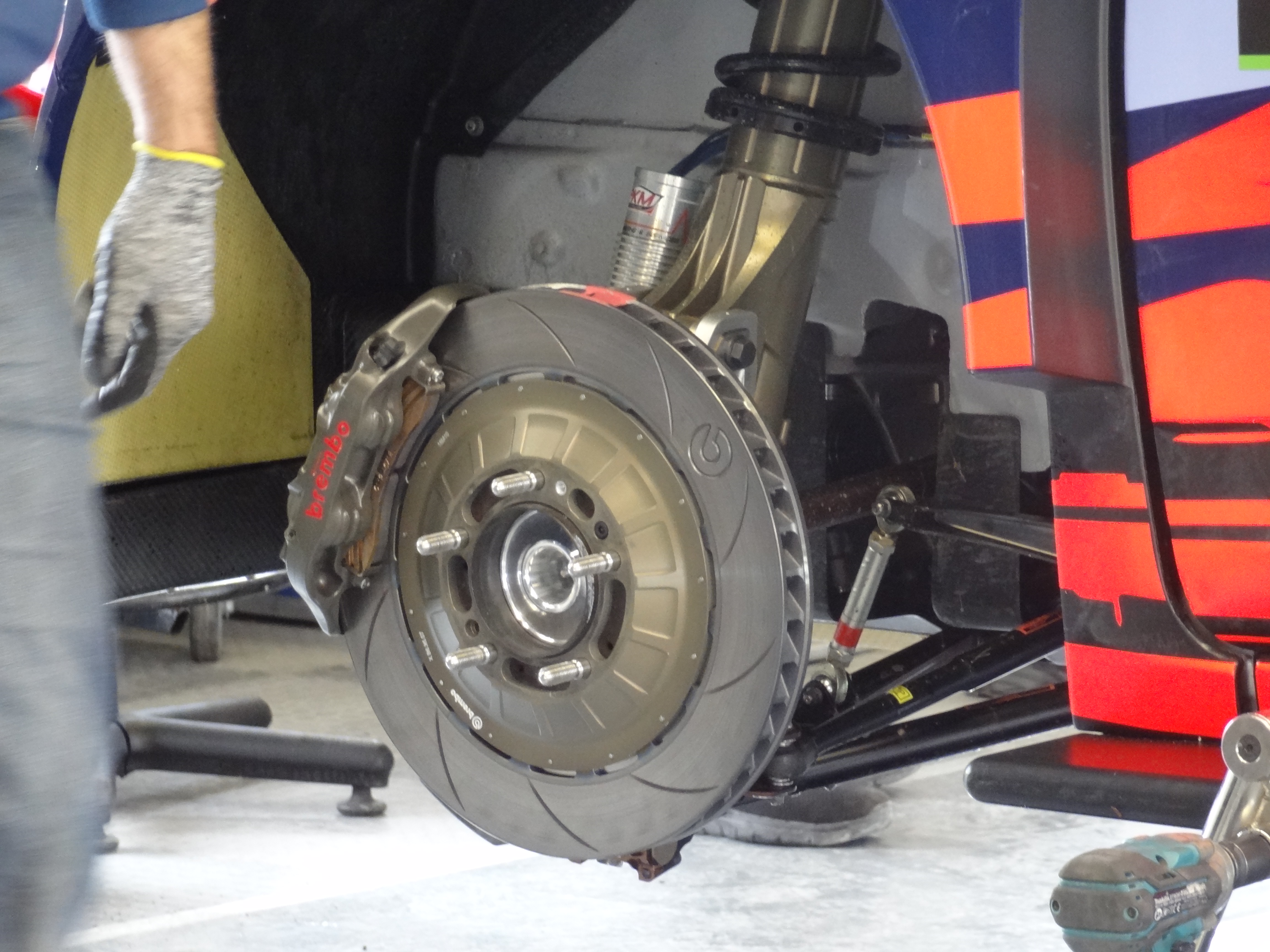
Nav med pinnskruvar (vanligast är presskruv) där hjulet monteras med hjulmuttrar.
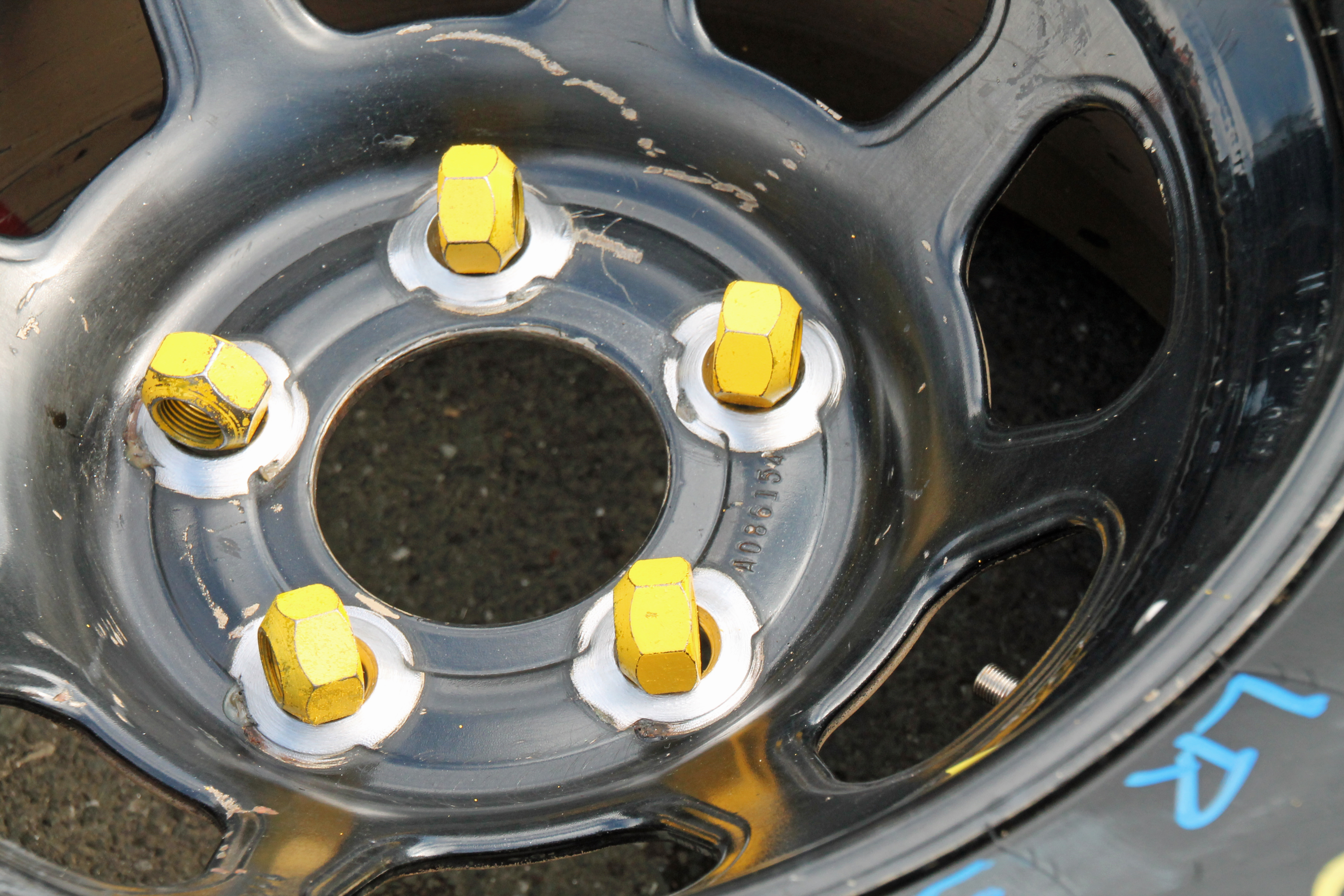
Fem gula hjulmuttrar på fälg avsedd att monteras på nav med pinnskruv eller presskruv.
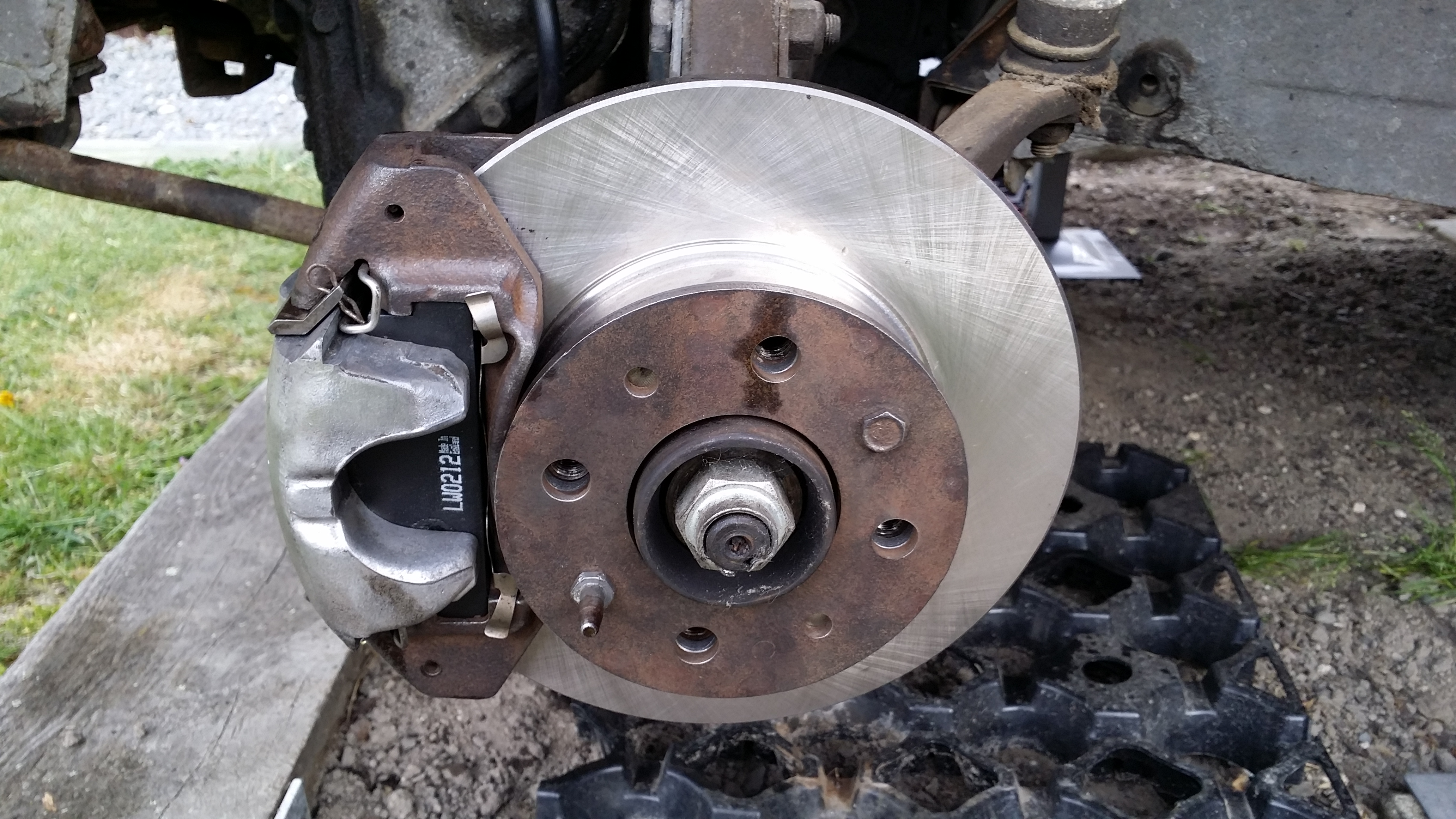
Nav utan presskruv / pinnskruv, där hjulet monteras med hjulskruvar.
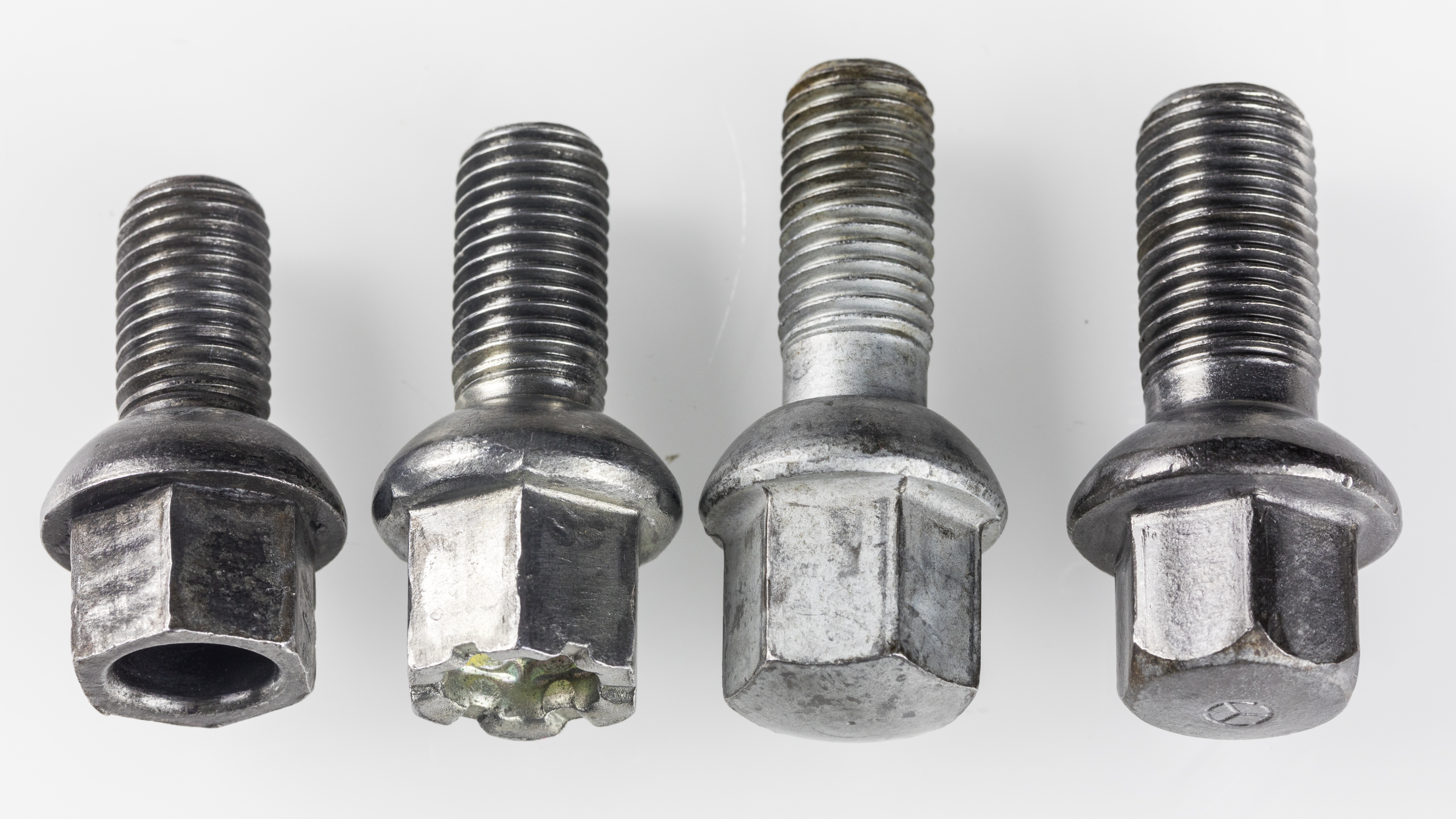
Fyra hjulskruvar, från vänster: Tre M12x1,5 mm-skruvar med olika längd, och en M14x1,5 mm-skruv.